# Amblyopone leae
Amblyopone leae é uma espécie de formiga do gênero Amblyopone.